# Thiên tử

Chu Vũ vương - người sáng lập ra nhà Chu và mở đầu thời kì Chu Thiên tử.

Thiên tử (chữ Hán: 天子), với ý nghĩa là "Người con của trời", là danh từ được dùng để gọi những vị Vua trong hệ thống văn minh Hoa Hạ, với ý nghĩa là người trị vì tối cao, đảm nhận ý mệnh của Thượng đế mà trị vì thiên hạ.
Các quốc gia chịu sự ảnh hưởng của văn hóa Trung Hoa như Việt Nam, Nhật Bản và Triều Tiên từng ghi nhận cũng dùng danh hiệu này. Danh hiệu này tương đương với Thiền vu, Khả hãn, Pharaon cùng Sultan theo hệ ngữ văn minh khác biệt.

## Lịch sử
Từ "Thiên tử" xuất hiện từ khi Hoàng Đế lên ngôi, sau truyền cho Đế Nghiêu và Đế Thuấn. Sách Trung Dung có nói về khái niệm Thiên tử như sau:「"Đức vi Thánh nhân, tôn vi Thiên tử"; 德為聖人，尊為天子」, ý chỉ Đế vương là con của trời, dân chúng phải tôn kính và phục tùng, từ đó cụm từ này được dùng để gọi các Đế vương có quyền hành tối cao.
Sang thời nhà Chu ở Trung Quốc, cụm từ này chuyên dụng để chỉ các vị Chu vương để phân biệt với các chư hầu, và để tuyên bố sự chính danh của mình khi lật đổ nhà Thương, cho rằng thiên mệnh đã bị hủy do nhà Thương hết vận và chuyển sang triều đại nhà Chu. Đến khi Tần Thủy Hoàng lên ngôi, cụm từ này là cách dùng khác để gọi Hoàng đế - danh hiệu do Thủy Hoàng tạo ra để nâng cao hơn danh hiệu Vương trước đó. Từ đấy trở đi, các quốc gia ảnh hưởng Hoa Hạ, xưng Đế tôn Vương, để biểu thị quyền lực cũng tự gọi là Thiên tử.
Chiếu chỉ của Thiên tử gọi là Thánh chỉ (聖旨), mang nội hàm "Đức vi Thánh nhân". Sang thời nhà Minh và nhà Thanh, khi ban hành mệnh lệnh đều chế định một cụm 「Phụng Thiên Thừa Vận Hoàng đế; 奉天承運皇帝」, cũng biểu thị Hoàng đế tôn quý cũng là phải tuân theo mệnh trời mà ban phát chiếu chỉ. Cách làm này được học giả phương Tây gọi là 「Quân quyền thần thụ; Divine right of kings」.

## Ảnh hưởng
Do ảnh hưởng quan trọng của văn minh Trung Hoa, cụm từ ["Thiên tử"] đã vượt ra phạm vị Trung Hoa mà ảnh hưởng đến các quốc gia đồng văn Đông Á.
Tại Nhật Bản, do mô phỏng theo văn minh Trung Hoa mà từ "Thiên tử" được dùng xuyên suốt thời Asuka. Các vị Thiên hoàng có thiên mệnh, là con cháu của Thiên Chiếu Đại thần, có quyền tuyệt đối trong việc trị vì Nhật Bản, tuy về mặt hình thức có khác biệt nhưng cũng biểu thị hàm ý vân mệnh trời mà trị vì thiên hạ vậy. Thời nhà Tùy, Nhật Bản từng phái sứ giả đến tự xưng mình là [Nhật xuất sở Thiên tử; 日出处天子], ý là "Vị Thiên tử của xứ sở mặt trời mọc", khiến Tùy Dạng Đế Dương Quảng tức giận, sửa gọi người Nhật Bản thành ["Di nhân"; 夷人]. Vì vậy xuyên suốt các giai đoạn lịch sử, Nhật Bản thay vì thay đổi các Thiên tử, thì họ chỉ thay đổi chính quyền kiểm soát Thiên tử như Mạc phủ.
Ở Việt Nam, cụm từ "Thiên tử" có tính chất tương tự như ở Trung Hoa. Qua nhiều năm xây dựng văn hiến, Việt Nam vẫn nhất nhất mô phỏng chế độ Trung Hoa, coi sứ mệnh của Thiên tử là tùy vào sự đức độ và phục chúng. Việc này cũng dẫn đến hệ quả Việt Nam luôn muốn sự phục tùng của các nước Đông Nam Á như Chiêm Thành, Cao Miên,... Triều đình nhà Đinh , nhà Tiền Lê , nhà Lý, nhà Trần, nhà Hậu Lê đến Nhà Tây Sơn và nhà Nguyễn đều mô phỏng "hệ thống triều cống của Trung Hoa" để chứng minh sự tối cao của các vị vua Việt Nam tương tự Thiên tử Trung Hoa vậy.